# Luis Federico Leloir
Luis Federico Leloir (n. 6 septembrie 1906, Paris, Franța – d. 2 decembrie 1987, Provincia Catamarca, Argentina) a fost un chimist argentinian, laureat al Premiului Nobel pentru chimie (1970).